# Lech Piasecki
Lech Piasecki (* 13. November 1961 in Posen) ist ein ehemaliger polnischer Radrennfahrer. Er gewann 1985 die Internationale Friedensfahrt und die Weltmeisterschaften im Straßenrennen der Amateure und wurde 1988 Weltmeister in der 5000-m-Einerverfolgung der Profis.

## Sportliche Laufbahn
Piasecki begann seine Radsportkarriere 1976 in einem kleinen Klub Orlęta im polnischen Myślibórz. Dort befand sich eine Filiale des Radsportvereins Orlęta Gorzów Wielkopolski, in dessen Trikot auch unter anderem Zenon Jaskuła fuhr. Nach nur zwei Jahren bekam Piasecki die Möglichkeit, nach Gorzów Wielkopolski umzusiedeln und sich im Klub Orlęta weiterzubilden. Gefordert wurde er von Trainer Mieczysław Szurko, einem ehemaligen polnischen Bergfahrmeister.
In Gorzów Wielkopolski machte Piasecki auf sich durch schnell erzielte Erfolge aufmerksam. 1979 gewann er die Jugend-Spartakiade im Zeitfahren – einen für die Ostblockstaaten typischen Sportwettbewerb für Jugendliche. Kurz danach wurde er Dritter bei den polnischen Bergfahrmeisterschaften. Schon 1980 war der Name Piasecki in aller Munde. Er entschied für sich die Junior-Meisterschaften und wurde erneut Dritter bei den Bergfahrmeisterschaften. Nachdem Piasecki eine Etappe bei der Polen-Rundfahrt gewonnen hatte, berief Zbigniew Rusin, der polnische Nationaltrainer, ihn ins polnische Nationalteam, welches sich auf die Straßenradsport-Weltmeisterschaften in Prag vorbereitete.
1982 konnte Piasecki seinen ersten großen Sieg auf der internationalen Ebene verbuchen. Er gewann eine Etappe der Niedersachsen-Rundfahrt, bei der er auch als bester Bergfahrer gekürt wurde. In demselben Jahr gewann er noch eine Etappe beim Milk Race und fuhr seinen Rivalen bei den nationalen Meisterschaften davon. Piasecki heimste Doppelgold im Bergfahren und im Straßenrennen ein. Dazu landete er bei den UCI-Straßen-Weltmeisterschaften der Amateure in Goodwood im Mannschaftszeitfahren auf dem vierten Rang. 1983 gewann er zwei Etappen bei der Polen-Rundfahrt. Bei den polnischen Radmeisterschaften 1984 gewann Piasecki die Goldmedaille im Einzelzeitfahren.
1985 wurde er der erster polnische Gesamtsieger der Internationale Friedensfahrt nach 10 Jahren. Zudem gewann er die Nachwuchswertung und insgesamt vier Etappen (einschließlich des Prologs). Sein Erfolg erinnerte an die Siegeszüge von Jan Veselý (1949) und Aavo Pikkuus (1977). Piasecki fuhr nämlich vom ersten bis zum letzten Tag des Rennens im Trikot des Gesamtführenden. Sein großer Coup fand ein breites Echo nicht nur in der Presse in den kommunistischen Ländern, sondern auch im Westen. Piasecki wurde zu der Österreich-Rundfahrt eingeladen, wo er als aktivster Rennfahrer ausgezeichnet wurde. Bei der Rheinland-Pfalz-Rundfahrt wurde er bester Kletterer.
All diesen Erfolgen setzte allerdings der Titel des Amateur-Weltmeisters im Straßenrennen die Krone auf. Am 31. August 1985 im italienischen Giavera del Montello gewann er bei den Weltmeisterschaften das Regenbogentrikot bei den Amateuren. Dazu kamen noch die Goldmedaillen bei den polnischen Radmeisterschaften im Zeit- und Paarfahren (gemeinsam mit seinem Klubkameraden Zenon Jaskuła). Am Jahresende wählte die polnische Sportzeitung „Przegląd Sportowy“ Piasecki zum „Sportler des Jahres“ aus. Auf der offiziellen Gala, auf der Piasecki die Auszeichnung entgegennahm, hatte er schon seinen ersten Profivertrag beim Team Del Tongo in der Tasche. Piasecki und Czesław Lang waren die ersten beiden Radrennfahrer aus dem Osten Europas, dem ein Sprung ins Profilager gelang.
1986 gewann er für sein neues Team das Zeitfahren beim Giro d’Italia. Auf der 1. und 2. Etappe der Tour de France trug er, als erster osteuropäischer Fahrer das Gelbe Trikot. Beim Giro d’Italia 1988 trug er sowohl im Einzel-, als auch im Mannschaftszeitfahren den Sieg davon.
Auf die Bahn kehrte er, nachdem er als Jugendlicher oft auf der Bahn trainiert hatte, zu den Weltmeisterschaften 1988 in Gent zurück, wo er in der Profi-Kategorie den Titel in der Einerverfolgung gewann.
Anfang 1990 wechselte er zusammen mit Jaskuła zum neu gegründeten polnisch-italienischen Team Diana-Colnago. Im April 1991 beendete Piasecki seine Laufbahn im Alter von nur 30 Jahren. Als Grund nannte er mentale Erschöpfung.

## Berufliches
Nach seinem Karriere-Aus arbeitete Piasecki als Vertreter des Fahrradherstellers Colnago für Polen. Als Mitarbeiter des LangTeam, des Unternehmens von seinem Freund Czesław Lang, ist er unter anderem als sportlicher Leiter für die Tour de Pologne zuständig.

## Palmares
1986
- eine Etappe Giro d’Italia
- eine Etappe Tour de l’Aude
- Trofeo Baracchi mit Giuseppe Saronni
- Giro di Romagna
- Firenze–Pistoia

1987
- eine Etappe Tirreno–Adriatico

1988
- eine Etappe Giro d’Italia
- Trofeo Baracchi mit Czesław Lang

1989
- drei Etappen Giro d’Italia
- eine Etappe Tirreno–Adriatico
- Giro del Friuli

1990
- Firenze–Pistoia